# Isla de Los Gatos
Isla de Los Gatos är en ö i Guatemala.   Den ligger i departementet Departamento de Sololá, i den sydvästra delen av landet, 80 km väster om huvudstaden Guatemala City. Isla de Los Gatos ligger i sjön Lago de Atitlán.